# سیارک ۷۳۶۸
سیارک ۷۳۶۸ (به انگلیسی: 7368 Haldancohn، نامگذاری:1966BB) هفت هزار و سیصد و شصت و هشتمین سیارک کشف شده‌است که در ۲۰ ژانویه ۱۹۶۶ کشف شد.